# Joaquim Miranda Sarmento
Joaquim José Miranda Sarmento (Lisboa, 7 de agosto de 1978) es un profesor universitario, economista y político portugués. Es ministro de Hacienda desde 2024, en el XXIV Gobierno Constitucional, liderado por Luís Montenegro.
Se desempeñó como miembro de la Asamblea de la República y presidente del grupo parlamentario del Partido Socialdemócrata  Fue presidente del Consejo Estratégico Nacional de Rui Rio y coordinó la moción de estrategia de Luís Montenegro en su candidatura a la jefatura del Partido Socialdemócrata en 2022.
Fue asesor económico del expresidente de la República Portuguesa, Aníbal Cavaco Silva, fue consultor de la UTAO (Unidad Técnica de Apoyo Presupuestario) y trabajó durante unos diez años en el Ministerio de Finanzas.
En 2022 fue elegido presidente del Grupo Parlamentario del PSD en la 15ª Legislatura. En 2024 sería nombrado Ministro de Estado y de Finanzas del gobierno de Luís Montenegro.